# Валя-Дофтаней
Валя-Дофтаней (рум. Valea Doftanei) — комуна у повіті Прахова в Румунії. До складу комуни входять такі села (дані про населення за 2002 рік):
- Тешила (4308 осіб) — адміністративний центр комуни
- Трейстень (2588 осіб)

Комуна розташована на відстані 100 км на північ від Бухареста, 47 км на північний захід від Плоєшті, 40 км на південь від Брашова.

## Населення
За даними перепису населення 2002 року у комуні проживали 6896 осіб.
Національний склад населення комуни:
| Національність | Кількість осіб | Відсоток |
| -------------- | -------------- | -------- |
| румуни         | 6892           | 99,9%    |
| угорці         | 3              | < 0,1%   |
| греки          | 1              | < 0,1%   |

Рідною мовою назвали:
| Мова      | Кількість осіб | Відсоток |
| --------- | -------------- | -------- |
| румунська | 6894           | > 99,9%  |
| угорська  | 1              | < 0,1%   |
| грецька   | 1              | < 0,1%   |

Склад населення комуни за віросповіданням:
| Релігія       | Кількість осіб | Відсоток |
| ------------- | -------------- | -------- |
| православні   | 6861           | 99,5%    |
| адвентисти    | 19             | 0,3%     |
| лютерани      | 9              | 0,1%     |
| бретрени      | 4              | 0,1%     |
| баптисти      | 2              | < 0,1%   |
| римо-католики | 1              | < 0,1%   |

## Зовнішні посилання
- Дані про комуну Валя-Дофтаней на сайті Ghidul Primăriilor [Архівовано 25 грудня 2011 у Wayback Machine.]